# عبد الله إليسون
عبد الله إليسون (ولد في 15 يناير 1920 وتوفي في 6 سبتمبر 2000) أو آرثر إليسون (بالإنجليزية: Arthur Ellison)‏ هو مهندس كهربائي وعالم بريطاني، وهو أستاذ ورئيس قسم الهندسة الكهربائية والإلكترونية في جامعة سيتي لندن حيث شغل هذا المنصب من عام 1972م حتى تقاعده في عام 1985م.

## الحياة المهنية
افتتح في عام 1974 «المؤتمر الدولي الأول حول الآلات الكهربائية». في جامعة سيتي في لندن. تم انتخاب آرثر إليسون كأول رئيس للمؤتمر وشغل هذا المنصب من عام 1974 إلى عام 1984.
كانت فكرته فتح مجال واسع من التواصل بين المهندسين المحترفين في مجال الآلات الكهربائية ومحركات الأقراص من جميع أنحاء العالم. كان إليسون رئيس قسم الهندسة الكهربائية والإلكترونية بجامعة سيتي في لندن، وعضو مجلس إدارة جمعية الظواهر غير الطبيعية البريطانية.

## إسلام آرثر إليسون
دخل إليسون الإسلام في عام 1985 عندما قدم ورقة بحثية بمشاركة الدكتور محمد يحيى الشرفي الذي كان إليسون قد تعرّف على الشرفي أثناء دراسته في الجامعة نفسها. قدم إليسون الورقة البحثية عن العلاقة بين حالة الوفاة خلال النوم وحالات الوعي التي يدرسها علماء الظواهر غير الطبيعية. وعندما علم الشرفي بما كان يدرسه إليسون من حالات الحياة النفسية أثناء النوم ذكر له أن الآية الثانية والأربعين ﴿اللَّهُ يَتَوَفَّى الْأَنْفُسَ حِينَ مَوْتِهَا وَالَّتِي لَمْ تَمُتْ فِي مَنَامِهَا فَيُمْسِكُ الَّتِي قَضَى عَلَيْهَا الْمَوْتَ وَيُرْسِلُ الْأُخْرَى إِلَى أَجَلٍ مُسَمًّى إِنَّ فِي ذَلِكَ لَآيَاتٍ لِقَوْمٍ يَتَفَكَّرُونَ ۝٤٢﴾ من سورة الزمر تذكر وفاة النوم، ذُهل أليسون بذلك ومضى يدرس هذه الإشارة القرآنية، وخرج بالورقة العلمية التي شارك بها في المؤتمر. وفي ختام الجلسة الأخيرة للمؤتمر أعلن إليسون إسلامه أمام المشاركين في ذلك المؤتمر.

## الوفاة
توفي آرثر جيمس إليسون (عبد الله إليسون) في السادس من سبتمبر عام 2000 عن عمر يناهز 80 عامًا، حيث كان يعاني من سرطان المريء إلى أن توفي في المنزل بين أسرته.

## وصلات خارجية
- إسلام العالم آرثر إليسون.
- أسميت نفسي عبد الله أليسون